# 유수광
유수광(劉守光, ? ~ 914년 2월 16일(음력 1월 19일))은 중국 오대 십국 시대 초기에 활약했던 군벌이었다. 그는 아버지 유인공으로부터 노룡군(盧龍軍, 본부는 지금의 북경시에 있었다)의 통치권을 빼앗고 형 유수문을 물리친 뒤, 노룡군과 의창군(義昌軍, 본부는 지금의 하북성 창주시에 있었다) 두 번진(藩鎭)을 통치하였다. 그는 911년에 연나라의 황제를 자칭하였으나, 진왕 이존욱에 의해 패하여 처형되었고, 이존욱은 연나라를 진나라로 흡수합병시켰다.

## 생애
심주(深州) 사람으로 노룡절도사 유인공의 아들이다. 유인공에게 애첩 나씨(羅氏)가 있었는데, 유수광이 나씨를 취하자 화가 난 유인공은 수광을 때리고 쫓아내었다. 이에 수광은 개평 원년(907년) 유인공을 공격하여 붙잡고, 스스로 노룡절도사를 칭하였다. 형 유수문이 이 소식을 듣고 수광을 토벌하려고 하였으나 패배하였고, 이듬해 붙잡혀 죽임을 당하였다. 남은 세력이 유수문의 아들 연조(延祚)를 추대하여 저항하였으나 끝내 투항하였다.
원래 심성이 용렬하고 어리석은 것으로 알려진 유수광은 이 일로 더욱 교만해져 포악한 일을 저질렀다. 건화 원년(911년) 8월에 스스로 대연황제(大燕皇帝)라 칭하고 연호를 응천(應天)이라 바꾸었다. 그러나 얼마 지나지 않아 진왕(晉王) 이존욱의 침공을 받아 아버지 인공 등과 함께 붙잡혔다가, 태원의 태묘 앞으로 끌려가 참살되었다.

### 배경
유수광이 언제 태어났는지는 알려져 있지 않다. 그는 유인공의 아들이었다. 유인공은 건녕 원년(894년) 당시 그의 주군이었던 하동절도사 이극용이 노룡군을 정복한 후, 그 이듬해인 건녕 2년(895년)에 노룡군절도사가 되었다. 결국 건녕 4년(897년), 유인공은 이극용과 결별하고 독자적인 군벌이 되기에 이르렀다. 유수광의 출생이 언제부터 이러한 사건들과 관련이 있었는지는 알 수 없으나, 유인공의 다른 아들인 유수문은 그보다 나이가 많았던 반면, 또다른 아들인 유수기는 그보다 더 어렸던 것으로 알려져 있다.
천복 3년(903년)경, 유인공은 유수광을 평주자사에 임명하였다. 어느 날(구체적인 시점은 미상), 거란왕 야율아보기가 그의 처남 술률아발(述律阿缽 또는 述律阿鉢)을 보내어 평주를 공격해 오자, 유수광은 거란과 화친을 청하는 척하며 술률아발과 다른 거란의 주요 장수들을 위해 성 밖에 연회장을 차려놓고 잔치를 벌였다. 잔치가 무르익는 사이에, 그는 연회장 주변에 매복시켰던 군사들에게 거란 장수들을 사로잡게 한 다음, 그들을 성 안으로 데리고 들어갔다. 졸지에 자신들의 대장들을 잃어버린 거란군은 크게 통곡하였고, 결국 거란 측에서 막대한 양의 몸값을 지불하고 나서야 사로잡힌 거란 장수들은 겨우 풀려나 돌아갈 수 있었다.
천우 4년(907년)의 어느 때부터인가(구체적인 시점은 미상) 또는 그 이전 무렵, 유수광은 유인공이 총애하는 첩 나씨(羅氏)와 바람을 피웠다. 이 사실을 안 유인공은 유수광을 매를 쳐서 집에서 내쫓아 버리고 더 이상 그를 아들로 인정하지 않았다. 그 해 3월 6일(907년 4월 21일), 대군벌 선무군(宣武軍, 본부는 지금의 하남성 개봉시에 있었다)절도사 양왕 주전충은 그의 장군인 박주자사 이사안(李思安)을 북로행군도통(北路行軍都統)으로 삼아 군대를 거느리고 가서 노룡군의 군부 유주를 공격하게 하였다. 그리하여 그 해 여름 4월 3일(907년 5월 17일), 이사안이 지휘하는 선무군은 곧바로 유주성 밑에 이르렀다. 이때 유인공은 유주성 서쪽 대안산(大安山, 지금의 북경시 방산구에 있는 산)의 별장에 있었는데, 유주성이 이사안의 공격에 대처하지 못하고 거의 함락될 뻔한 사태가 벌어졌다. 유수광은 성 밖에서 군대를 정비하여 성안으로 들어와서 성을 지켜냈다. 이어 그는 성 밖으로 병력을 출동시켜 이사안이 지휘하는 선무군과 교전 끝에 그들을 패퇴시켰다. 그 후, 유수광은 절도사를 자칭하고 그의 부장 원행흠과 이소희(李小喜)를 보내어 대안산에 있던 유인공의 별장을 공격하게 하였다. 유인공은 군사들을 보내어 이에 맞서려 했지만, 이소희는 그를 무찌르고 사로잡아 가지고 돌아왔다. 유수광은 유인공을 가택 연금시키고, 평소 자신의 마음에 들지 않던 유인공의 여러 장수들과 막료들, 측근들을 모조리 죽여버렸다. 이에 유수기와 유인공의 외손자인 은호록지휘사(銀胡䩮指揮使) 왕사동, 산후팔군순검사(山後八軍巡檢使) 이승약(李承約)은 하동도로 도망쳤다.

## 가계
- 아버지 : 유인공(劉仁恭, ? ~ 914년) - 당나라 말기 군벌, 노룡군절도사. 914년 이존욱에게 주살되었다.
  - 형 : 유수문(劉守文, ? ~ 910년) - 당나라 말기 군벌, 의창군절도사. 910년 유수광에게 패하여 사로잡혔다가 죽임을 당했다.
    - 조카 : 유연우(劉延祐)
    - 조카 : 유연조(劉延祚, ? ~ 910년?)
    - 조카 : 유연진(劉延進) - 후주 ~ 북송 초기의 대장 유광예(후에 유정양으로 개명)의 아버지[18]

  - 본인 : 유수광
  - 배우자 : 이황후(李皇后, ? ~ 914년)
  - 배우자 : 축황후(祝皇后, ? ~ 914년)
  - 생모 미상의 자녀
    - 아들 : 유계위(劉繼威, ? ~ 912년) - 장남. 의창군절도사. 912년 휘하 장수 도지휘사(都指揮使) 장만진에게 죽임을 당했다.
    - 아들 : 유계순(劉繼珣, ? ~ 914년)
    - 아들 : 유계방(劉繼方, ? ~ 914년)
    - 아들 : 유계조(劉繼祚, ? ~ 914년)
    - 아들 : 유계옹(劉繼顒, 901년 ~ 973년)[19] - 서자. 일설에 의하면, 실제로는 동생 유수기의 아들이었다고 한다.

  - 동생 : 유수기(劉守奇, ? ~ ?)

유수광의 두 아내인 이황후와 축황후, 아들 유계순·유계방·유계조는 914년 유수광이 패망하여 사로잡힐 때 함께 붙잡혀 이존욱에 의해 처형되었다.

### 내용주
1. ↑  여기서 유수광의 통치가 종결된 시점의 날짜는 유수광이 도주 중에 사로잡힌 후 이존욱에게로 압송된 날짜로 쓰였다. 또, 연나라의 수도 유주가 이존욱에게 함락되면서 유수광이 그곳을 탈출한 913년 12월 24일을 그의 통치가 종결된 시점으로 보는 시각도 있다.[1][4][5]

### 참조주
1. 1 2 3 4 5 6 7  중앙연구원 음양력 변환기
2. ↑  《자치통감》, 권268.
3. ↑  호삼성 음주(音注) 《자치통감》, 권268.
4. 1 2 3 4  《자치통감》, 권269.
5. 1 2 3 4  호삼성 음주(音注) 《자치통감》, 권269.
6. ↑  《자치통감》, 권259.
7. ↑  호삼성 음주(音注) 《자치통감》, 권259.
8. ↑  《자치통감》, 권260.
9. ↑  호삼성 음주(音注) 《자치통감》, 권260.
10. ↑  《자치통감》, 권261.
11. ↑  호삼성 음주(音注) 《자치통감》, 권261.
12. ↑  《자치통감》, 권267.
13. ↑  호삼성 음주(音注) 《자치통감》, 권267.
14. 1 2  《자치통감》, 권266.
15. 1 2  호삼성 음주(音注) 《자치통감》, 권266.
16. ↑  《자치통감》, 권264.
17. ↑  호삼성 음주(音注) 《자치통감》, 권264.
18. ↑  《송사》, 권259.
19. ↑  《십국춘추》, 권106.

## 참고 문헌
- 《구오대사》, 권135.
- 《신오대사》, 권39.
- 《자치통감》, 권264, 266, 267, 268, 269.
- 호삼성 음주(音注) 《자치통감》, 권264, 266, 267, 268, 269.

| 전임 유인공 | 노룡군절도사 907년 ~ 911년 | 후임 이존욱 |

| 전임 유수문 | 의창군절도사 910년 ~ 911년 | 후임 유계위 |

| 전임 없음 (새 칭호) | 연나라의 황제 911년 ~ 914년 | 후임 없음 (정권 멸망) |

| 전임 후량 태조 주전충 | 중국의 통치자(북경·천진 지역) (명목상) 911년 ~ 914년 | 후임 진왕 이존욱 |

| 전임 후량 태조 주전충 | 중국의 통치자(창주 지역) (명목상) 911년 ~ 912년 | 후임 후량 말제 주전 |

| 전임 유인공 | 중국의 통치자(북경·천진 지역) (사실상) 907년 ~ 914년 | 후임 주덕위 |

| 전임 유연조 | 중국의 통치자(창주 지역) (사실상) 910년 ~ 912년 | 후임 장만진 |